# Певний Богдан Петрович
Богдан Петрович Пе́вний (нар. 4 червня 1931, Луцьк — пом. 7 вересня 2002) — український художник, письменник, журналіст, мистецтвознавець, громадський діяч; дійсний член Української вільної академії наук з 1955 року, член Національної спілки художників України з 1991 року, Національної спілки письменників України та Національної спілки журналістів України.

## Біографія
Народився 4 червня 1931 року в місті Луцьку сім'ї українського громадсько-політичного діяча Петра Певного. Племінник українських театральних діячів Миколи та Олександра Певних. У ранньому віці втратив матір і виховувався у її батьків. 1942 року переїхав до батька у Варшаву. 1945 року виїхав до Української ґімназії в таборі переселенчих осіб в Ульмі, де жив в бурсі, став членом Української молодечої організації «Пласт», брав участь в виховних таборах, мандрівках та з'їздах. 1947 року переїхав до української школи в таборі в Ділінгені, де 1949 року отримав середню освіту. Почав студії журналістики у Гохшуле фюр Політіше Вісеншафтен при університеті Людвіга-Максиміліана у Мюнхені.
1951 року разом з батьком емігрував до США, де вони поселилися в Нью-Йорку. Мистецьку освіту здобув у Скул оф Віжуал Артс, Нешенал Академі оф Дізайн і Арт Стюдентс Ліґ в Нью Йорку та в Колюмбійському університеті. 1955 року став співзасновником Товариства молодих образотворчих мистців у Нью-Йорку, виставляв свої картини на щорічних виставках. Був заступником голови в Об'єднанні митців українців в Америці.
Від 1984 року працював у нью-йоркському часописі «Сучасність». За його ініціативи журнал, заснований у діаспорі, з 1992 року продовжив видаватися в Києві, де митець був художнім редактором та редагував усі статті на мистецькі теми, а з 1996 року став головним співредактором журналу.
Помер 7 вересня 2002 року після важкої хвороби. Похований на українському цвинтарі святого Андрія в Саут-Баунд-Бруку.

## Творчість
Займався графікою, ілюструванням книжок і журналів, написав більше сотні есе, статей і розвідок, упорядкував книгу екслібрисів «шістдесятників».
Проілюстрував:
- «Історію України» Івана Крип'якевича;
- дві читанки для шкіл українознавства (1966);
- книгу для дітей Миколи Щербака «Волошки» (1969);
- «Україна» — енциклопедія для молоді (1971);
- «Книжковий знак шестидесятників» (1972).

Мистецькі праці переважно сюрреалістичного напряму:
- «Пророк» (1957);
- «Трипільські глечики» (1963);
- «Земля» (1963)
- «Русалки» (1965);
- «Дохристиянські вірування українського народу» (1965);
- «Моделі дерев'яних церков з Бойківщини, Гуцульщини та Лемківщини» (1970—1975);
- «Спаситель» (1971).

Автор праць, про українських митців, за межами України. Зокрема:
- монографія про Миколу Неділко (1983);
- книга «Михайло Черешньовський — велетень поміж нами» (2000) про українського скульптора діаспори.

Написав також численні статті про художників та скульпторів всесвітнього значення: Михайла Мороза, Михайла Бойчука, Якова Гніздовського, Олександра Архипенка, Петра Холодного, Галину Мазепу, Мирона Левицького, Віктора Цимбала, Едварда Козака, Василя Кричевського, Олексу Новаківського, Аллу Горську, Івана Марчука та багатьох інших.
В журналі «Сучасність» опублікував статті:
- «Архипенкове коріння» (1992);
- «Пісня без слів: абстрактний експресіонізм» (1993);
- «Хуан Міро — каталонський поет зорового мистецтва» (1994);
- «Винниченкове малярство: курйоз чи мистецтво?» (1994);
- «Дещо про книжковий знак і мистецтво Мирона Левицького» (1995);
- «Сальвадор Далі: ранні роки» (1995);
- «Марк Шагал — з-під неволі анонімности у світ модерного мистецтва» (1996);
- «Апостол мистецтва доби індустріалізації: Фернан Леже» (1998);
- «Холодні — батько, син і правнук» (2001) та багато інших.

Також писав до таких періодичних видань в Україні, як «Україна», «Пам'ятки України», «Дзвін», «Слово і час», «Пам'ять століть», «Старожитності».

## Вшанування пам'яті
В 2005 році, після смерті Богдана Певного, його дружина Христина, діти та друзі з редакції «Сучасності» видали книгу «Майстри нашого мистецтва», куди увійшли статті та есеї, присвячені творчості українських митців — Михайла Бойчука, Олександра Орхипенка, Якова Гніздовського, Михайла Черешньовського та інших майстрів живопису, графіки і скульптури, роздуми про культурну спадщину українців і їх мистецьке життя поза межами України. У передмові академіка НАН України Івана Дзюби написано:

«Вперше побачимо сукупний масштаб мистецтвознавчої праці Богдана Певного, – і він вражає».

9 грудня 2013 року Колодяжненський літературно-меморіальний музей Лесі Українки одержав 22 експонати від родини Богдана Петровича Певного.